# Східно-Сибірська залізниця
Східно-Сибірська залізниця (філія РЖД) — залізниця, розташована на теренах Бурятії й Іркутської області РФ.

## Історія
Ідея спорудження залізниці через малозаселену і майже не досліджену область Східного Сибіру була висловлена в 1870-1880-і. Після завершення у 1884 будівництва дільниці  Уральської залізниці від Єкатеринбургу до Тюмені, необхідність прокладки залізниці стала очевидною. Для проведення досліджень по майбутній трасі Транссибирської залізниці в 1887 створено три експедиції.
В 1893 створений комітет для спорудження Сибірської залізниці.
До 1895 закінчена прокладка лінії від Челябінська до станції Об у селища Новониколаєвський (нині місто Новосибірськ). Перший потяг прибув в Красноярськ 6 грудня 1895. Саме від Красноярська була почата прокладка залізничниці на Іркутськ.
В 1900 було закінчено будівництво підходу до Байкалу із заходу (Іркутськ — Байкал) і Забайкальської ділянки від станції Мисова до Сретенської. Навколобайкальська залізниця будувалася до 1904.
У нинішньому вигляді залізниця організована наказом НКШС від 3 березня 1934 з частин Забайкальської і Томської залізниці.

## Опис

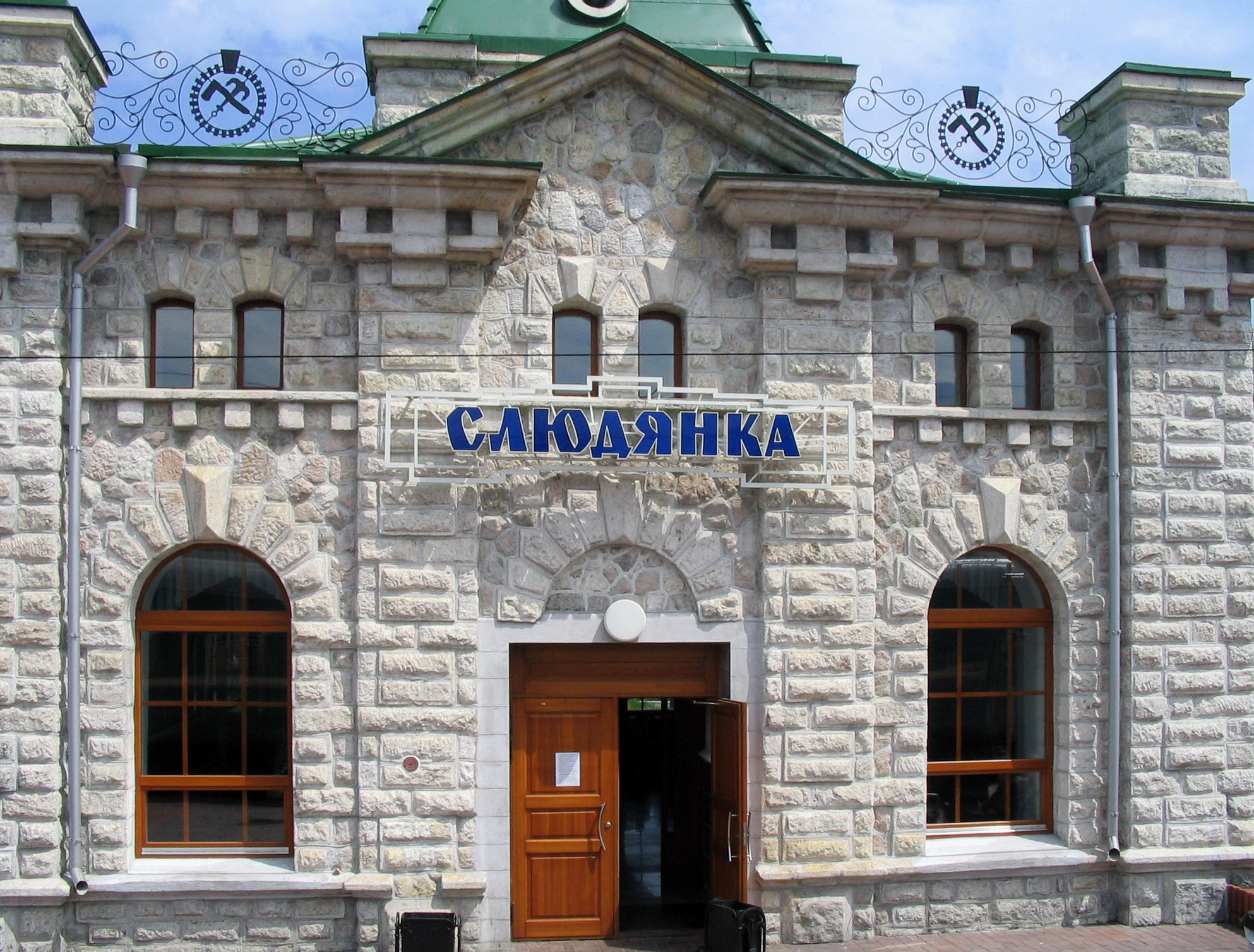
Залізничний вокзал в Слюдянці

Залізниця є складовою частиною Транссибу. До складу залізниці також входить частина Байкало-Амурскої залізниці (БАМ). Управління залізниці знаходиться в Іркутську. Залізниця межує з Красноярською, Забайкальською, Далекосхідною залізницями, а також на півдні по станції Наушки із залізницями Монголії. Експлуатаційна довжина залізниці на 1990 рік становила 2665,4 км, на 2005 рік 3848,1 км.
Найбільші станції залізниці: Черемхово, Коршуниха, Китой, Суховська, Ангарськ, Іркутськ-Сортвльний, Улан-Уде, Лена, Братськ, Тайшет, Сєверобайкальск.

## Структура залізниці

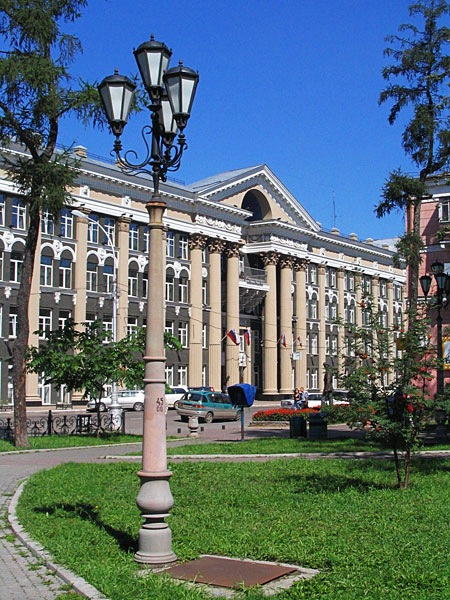
Будівля управління Східно-Сибірської залізниці в Іркутську

До складу залізниці входять відділення:
- Тайшетське
- Іркутське
- Улан-Уденське
- Сєверо-Байкальське